# Cacia trimaculata
Cacia trimaculata là một loài bọ cánh cứng trong họ Cerambycidae.